# 太湖三白

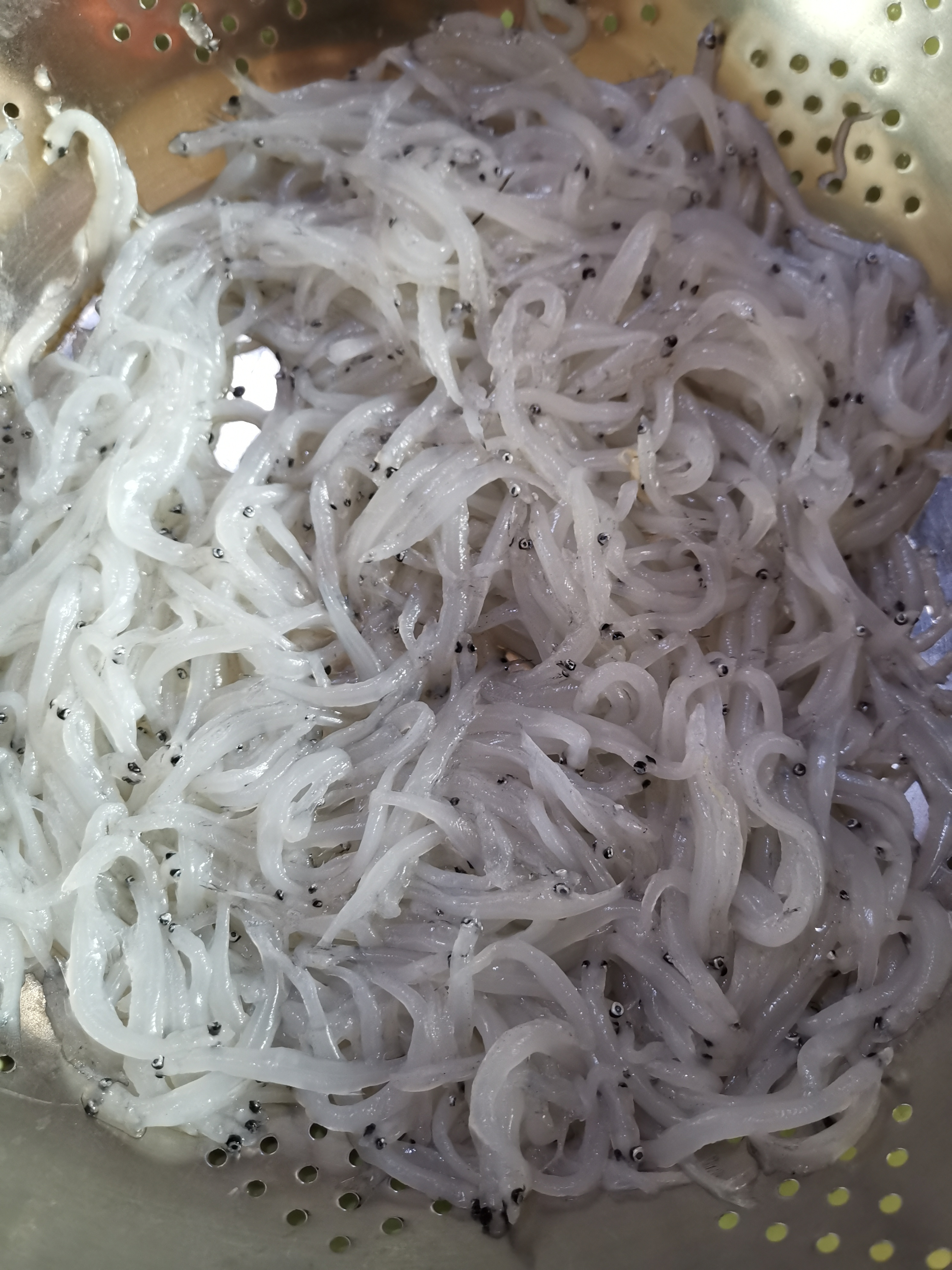
太湖三白之银鱼

太湖三白是指中国太湖的三种河鲜类特产——白鱼、银鱼和白虾，是江苏省常州市武进区（原武进县）、苏州市吴中区（原吴县）和无锡市地方系列菜“太湖船菜”的招牌食材，由于其色泽均呈白色，因而称为“太湖三白”。利用太湖三白所制作之菜肴的选料，极为注重食材的新鲜程度；尤因其出水即易死亡，故而最适合在水边或船上烹制太湖三白。以太湖三白制作菜肴之方法，多为清蒸白灼等。

## 特色

### 白鱼
白鱼也称“鲦”，属于太湖大型经济鱼类。以小鱼虾为食，而太湖中小鱼虾众多，故太湖白鱼特别肥嫩，有“太湖白鱼冠天下”之美称。
白鱼营养丰富，蛋白质及钙磷铁等微量元素的含量较高。一般采取清蒸或红烧的方法进行烹调，尤其以清蒸白鱼为最好。太湖渔民也会将白鱼暴腌后晒成鱼干，清蒸后别有风味。

### 银鱼
银鱼亦属太湖大型经济鱼类，分小银鱼（短吻间银鱼）和大银鱼（透头大银鱼）两种，其中以小银鱼为佳。每年5月至6月间是银鱼渔季。
银鱼含有钙质。银鱼的烹调方法包括银鱼炒蛋、银鱼莼菜汤等，直接晒成银鱼干则可长期保存。

### 白虾
白虾属长臂虾科，通体洁白透明。太湖白虾不同于其他虾种，在烹调成熟后依然呈现白色。每年5月至6月为产卵期，此时的白虾带有虾籽，是一年中最鲜美的时节。
白虾既可以做油爆虾、盐水虾等名菜，也可将其出为虾仁，用来炒蛋等。另有一种“炝虾”，以活白虾洗净，直接蘸调料活食，鲜嫩无比。白虾的虾籽是制作苏州特色虾子鲞鱼的主要材料。此外，白虾亦可晒干，去除头壳之后就成了“湖开洋”，也是太湖名产。

## 太湖三宝
在民国《吴县志》中，有记载“太湖三宝”为银鱼、白虾、梅鲚鱼。但在现代太湖三白中，梅鲚鱼的位置被白鱼取代。有说法是因为梅鲚鱼出水即死，不易保存，故逐渐被白鱼取代。